# IC 4041
IC 4041 је елиптична галаксија у сазвјежђу Береникина коса која се налази на листи објеката дубоког неба у Индекс каталогу.
Деклинација објекта је + 27° 59' 49" а ректасцензија 13h 0m 40,8s. Привидна величина (магнитуда) објекта IC 4041 износи 14,4 а фотографска магнитуда 15,4. IC 4041 је још познат и под ознакама MCG 5-31-86, CGCG 160-254, PGC 44802, DRCG 27-145, PGC 44804.